# Noventa y nueve
El noventa y nueve (99) es el número natural que sigue al noventa y ocho y precede al cien.

## Propiedades matemáticas
- Es un número compuesto, que tiene los siguientes factores propios: 1, 3, 9, 11 y 33. Como la suma de sus factores es 57 < 99, se trata de un número defectivo.

## Características
- 99 es el número atómico del einstenio.
- En los juegos de azar recibe el apodo de la agonía.
- El 99 en la ciudad de L'Aquila, en Italia; su historia cuenta que el número 99 está íntimamente ligado a esta ciudad medieval: 99 castillos, 99 iglesias, 99 plazas, 99 fuentes y 99 toques en la campana de la catedral cada tarde.

- Datos: Q435673
- Multimedia: 99 (number) / Q435673